# Catlett (Virginia)
Catlett è un census-designated place (CDP) degli Stati Uniti d'America, situato nello stato della Virginia, nella contea di Fauquier. Secondo il censimento del 2020 gli abitanti di Catlett ammontavano a 331.

## Storia
La cittadina nacque come fermata ferroviara, inizialmente con il nome di Colvin's Station, ma nel corso degli anni il nome fu cambiato in Catlett Station e poi semplicemente in Catlett.
Durante la guerra civile americana la città fu un punto di scontro tra i confederati di James Ewell Brown Stuart e i soldati dell'unione di John Pope. I confederati razziarono l'accampamento dell'Unione il 22 agosto 1862, nel tentativo di interrompere le linee di rifornimento ferroviario. Lui e i suoi uomini furono in grado di distruggere l'accampamento, tagliare i fili del telegrafo, ottenere carri pieni di rifornimenti e catturare quasi 300 uomini dell'Unione, ma non furono in grado di distruggere il ponte ferroviario. La cosa più importante che i confederati ottennero furono gli ordini del generale Pope, che contenevano informazioni chiave sull'Unione. Questi ordini furono portati da Stuart al generale Robert Edward Lee e giocarono un ruolo fondamentale nel garantire la vittoria dei confederati nella Seconda battaglia di Bull Run.
Successivamente, il colonnello confederato John Singleton Mosby attaccò con la sua unità di cavalleria nel tentativo di disattivare una locomotiva sulla stessa linea ferroviaria precedentemente attaccata da Stuart. Questo scontro del 20 maggio 1863 andò a favore delle truppe dell'Unione, superiori in numero. L'unità di Mosby si ritirò dopo aver disattivato la locomotiva con un obice che avevano catturato il giorno prima.